# Herrmannella barneae
Herrmannella barneae är en kräftdjursart som först beskrevs av Jean Paul Louis Pelseneer 1929.  Herrmannella barneae ingår i släktet Herrmannella och familjen Sabelliphilidae. Inga underarter finns listade i Catalogue of Life.